# The Great Southern Trendkill
The Great Southern Trendkill je osmé studiové album americké metalové skupiny Pantera. Bylo vydáno 7. května 1996 ve vydavatelství East West.
Kvůli napětí ve skupině zpěvák Phil Anselmo své vokály nahrál v Nothing Studios Trenta Reznora v New Orleans; Dimebag Darrell, Rex Brown a Vinnie Paul svou hudbu nahráli v Chasin Jason Studios v Dallasu. Album jako takové dosáhlo v žebříčku Billboard Top 200 #4 příčky. Hudebně album obsahuje nejrychlejší tempa a dost podladěné kytary, nejvíc, co do té doby skupina nahrála.

## Seznam skladeb
1. "The Great Southern Trendkill" – 3:46
2. "War Nerve" – 4:53
3. "Drag the Waters" – 4:55
4. "10's" – 4:49
5. "13 Steps to Nowhere" – 3:37
6. "Suicide Note, Pt. 1" – 4:44
7. "Suicide Note, Pt. 2" – 4:19
8. "Living Through Me (Hell's Wrath)" – 4:50
9. "Floods" – 6:59
10. "The Underground in America" – 4:33
11. "(Reprise) Sandblasted Skin" – 5:39

## Sestava
- Phil Anselmo – zpěv
- Dimebag Darrell – kytara, doprovodné vokály
- Rex Brown – baskytara, doprovodné vokály
- Vinnie Paul – bicí, doprovodné vokály, produkce, engineering, Mixáž
- Seth Putnam ze skupiny Anal Cunt – dodatečný řev ve skladbách 1, 2, 5, a 7.
- Big Ross – klávesy ve skladbě 6 a 8.